# Ithytrichia bosniaca
Ithytrichia bosniaca är en nattsländeart som beskrevs av Murgoci, Botnariuec och Lazar Botosaneanu 1948. Ithytrichia bosniaca ingår i släktet Ithytrichia och familjen smånattsländor. Inga underarter finns listade i Catalogue of Life.